# Campionato internazionale sportprototipi 1970
Il Campionato internazionale marche 1970, la cui denominazione ufficiale è International Championship for Makes, è stata la 5ª edizione del Campionato internazionale sportprototipi.
Organizzato e regolamentato dalla Federazione Internazionale dell'Automobile, tramite la Commissione Sportiva Internazionale, per le vetture gran turismo gruppo 4 senza limiti di cilindrata, le sport gruppo 5 limitate a 5.0 litri ed i prototipi gruppo 6 limitati a 3.0 litri che concorrono ugualmente per il titolo. Si aggiudica il Campionato la Porsche.

## Regolamento
Titoli assoluti
Viene assegnato un titolo assoluto:
- Campionato internazionale marche riservato ai costruttori di vetture granturismo gruppo 3, vetture sport gruppo 5 e prototipi gruppo 6.

Altri titoli
Viene inoltre assegnato un titolo di categoria:
- Trofeo internazionale gran turismo riservato ai costruttori di vetture gran turismo gruppo 4.

Categorie
Partecipano al Campionato le seguenti categorie di vetture:
- Gruppo 4: vetture gran turismo costruite in numero minimo di 500 esemplari in un anno senza limiti di cilindrata.
- Gruppo 5: vetture sport costruite in numero minimo di 25 esemplari in un anno con cilindrata nassima di 5.0 litri.
- Gruppo 6: prototipi senza limiti minimi di esemplari costruiti con cilindrata massima di 3.0 litri.

Alle gare le vetture vengono classificate come Sport (S), Prototipi (P), Gran turismo (GT) e Turismo (T) indifferentemente dal gruppo di appartenenza. Le macchine vengono portate in gara in varie versioni, spesso molto diverse tra loro, pertanto lo stesso modello di auto può gareggiare in categorie diverse anche nella medesima gara.
Punteggio
Vengono assegnati 9 punti alla prima vettura classificata, 6 alla seconda, 4 alla terza, 3 alla quarta, 2 alla quinta e 1 alla sesta. Ottiene punti sola la prima vettura classificata di ogni costruttore ed eventuali altri punti dello stesso non vengono attribuiti a nessuno. Per la classifica finale si contano i migliori 8 piazzamenti di ogni costruttore.
Calendario
Il calendario del Campionato internazionale marche nel 1970 prevede 10 prove: 24 Ore di Daytona, 12 Ore di Sebring, 1000 km di Brands Hatch, 1000 km di Monza, Targa Florio, 1000 km di Spa, 1000 km del Nürburgring, 24 Ore di Le Mans, 6 Ore di Watkins Glen, 1000 km di Zeltweg. Tutte le prove, tranne quella di Brands Hatch, sono valide anche per il Trofeo internazionale gran turismo. La 12 Ore di Sebring, la Targa Florio, la 1000 km del Nürburgring e la 24 Ore di Le Mans sono valide per il Challenge mondiale endurance.

## Costruttori
Di seguito sono riportati i costruttori che hanno ottenuto punti validi per il Campionato internazionale marche oltre alle vetture ed i piloti con cui li hanno ottenuti:
Gruppo 4
 Chevrolet: Corvette (Jerry Thompson-John Mahler, Henri Greder, Jean-Pierre Rouget)
Gruppo 5
 Ferrari: 512 S, 512 S Spyder, (Mario Andretti, Arturo Merzario, Jacky Ickx, Ignazio Giunti, Nino Vaccarella, Chris Amon)
 Porsche: 917 K (Pedro Rodríguez, Leo Kinnunen, Brian Redman, Richard Attwood, Hans Herrmann)
Gruppo 6
 Alfa Romeo: T 33/3 e T 33/3-71 (Toine Hezemans, Masten Gregory, Andrea De Adamich, Henri Pescarolo)
 Matra: MS650 (Henri Pescarolo, Johnny Servoz-Gavin, Jean-Pierre Beltoise, Jack Brabham)
 Porsche: 908/2, 908/3 (Steve McQueen, Peter Revson, Jo Siffert, Brian Redman)

## Risultati
Nella seguente tabella riassuntiva sono riportati i costruttori, le vetture e le relative classi di appartenenza, ed i piloti vincitori assoluti.
| Nº | Data         | Gara                    | Costruttore | Vettura | Categoria | Piloti                                        | Note |
| -- | ------------ | ----------------------- | ----------- | ------- | --------- | --------------------------------------------- | ---- |
| 1  | 1º febbraio  | 24 Ore di Daytona       | Porsche     | 917 K   | Gruppo 5  | Pedro Rodríguez-Leo Kinnunen-Brian Redman     |      |
| 2  | 21 marzo     | 12 Ore di Sebring       | Ferrari     | 512 S   | Gruppo 5  | Ignazio Giunti-Nino Vaccarella-Mario Andretti |      |
| 3  | 12 aprile    | 1000 km di Brands Hatch | Porsche     | 917 K   | Gruppo 5  | Pedro Rodríguez-Leo Kinnunen                  |      |
| 4  | 25 aprile    | 1000 km di Monza        | Porsche     | 917 K   | Gruppo 5  | Pedro Rodríguez-Leo Kinnunen                  |      |
| 5  | 3 maggio     | Targa Florio            | Porsche     | 908/03  | Gruppo 6  | Jo Siffert-Brian Redman                       |      |
| 6  | 17 maggio    | 1000 km di Spa          | Porsche     | 917 K   | Gruppo 5  | Jo Siffert-Brian Redman                       |      |
| 7  | 31 maggio    | 1000 km del Nürburgring | Porsche     | 908/03  | Gruppo 6  | Vic Elford-Kurt Ahrens Jr                     |      |
| 8  | 13-14 giugno | 24 Ore di Le Mans       | Porsche     | 917 K   | Gruppo 5  | Richard Attwood-Hans Herrmann                 |      |
| 9  | 11 luglio    | 6 Ore di Watkins Glen   | Porsche     | 917 K   | Gruppo 5  | Pedro Rodríguez-Leo Kinnunen                  |      |
| 10 | 11 ottobre   | 1000 km di Zeltweg      | Porsche     | 917 K   | Gruppo 5  | Jo Siffert-Brian Redman                       |      |

## Classifiche

### Campionato internazionale marche
Nella seguente tabella riassuntiva viene riportata la classifica completa del Campionato internazionale marche.
| Pos | Costruttori | Pr 1 | Pr 2 | Pr 3 | Pr 4 | Pr 5 | Pr 6 | Pr 7 | Pr 8 | Pr 9 | Pr 10 | Totale |
| --- | ----------- | ---- | ---- | ---- | ---- | ---- | ---- | ---- | ---- | ---- | ----- | ------ |
| 1   | Porsche     | 9    | (6)  | 9    | 9    | 9    | 9    | 9    | 9    | (9)  | (9)   | 63     |
| 2   | Ferrari     | 4    | 9    | (2)  | 6    | 4    | 6    | 4    | (3)  | 4    |       | 37     |
| 3   | Alfa Romeo  |      | 4    |      |      |      |      |      |      |      | 6     | 10     |
| 4   | Matra       |      | 2    |      | 2    |      |      |      |      |      |       | 4      |
| 5   | Chevrolet   | 1    |      |      |      |      |      |      | 1    |      |       | 2      |

### Trofeo internazionale gran turismo
Nella seguente tabella riassuntiva viene riportata la classifica completa del Trofeo internazionale gran turismo.
| Pos | Costruttore    | Pr 1 | Pr 2 | Pr 4 | Pr 5 | Pr 6 | Pr 7 | Pr 8 | Pr 9 | Pr 10 | Totale |
| --- | -------------- | ---- | ---- | ---- | ---- | ---- | ---- | ---- | ---- | ----- | ------ |
| 1   | Porsche        | (3)  | 4    | 9    |      | 9    | 9    | 6    | 9    | 9     | 55     |
| 2   | Chevrolet      | 9    | 9    |      |      |      |      | 9    |      |       | 27     |
| 3   | Lancia         |      |      |      |      | 9    |      |      |      |       | 9      |
| 4   | Alpine-Renault |      |      |      | 1    | 3    |      |      |      |       | 4      |
| 4   | Lotus          |      |      |      |      |      |      |      | 4    |       | 4      |
| 5   | BLMC           | 1    |      |      |      |      |      |      |      |       | 1      |

## Galleria d'immagini
Gruppo 4

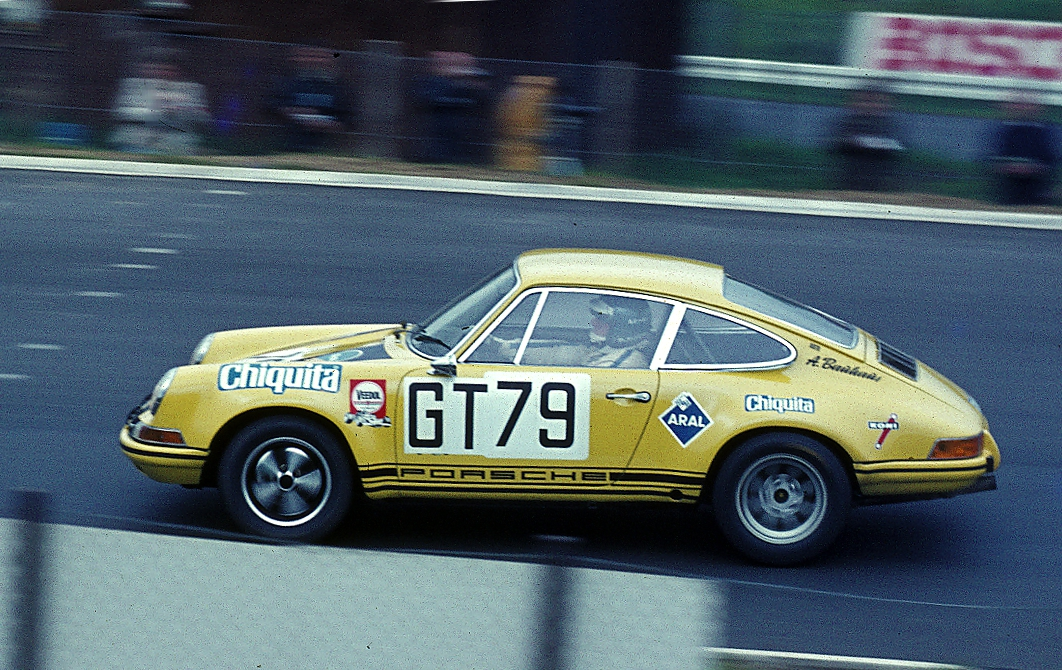
Porsche 911 S
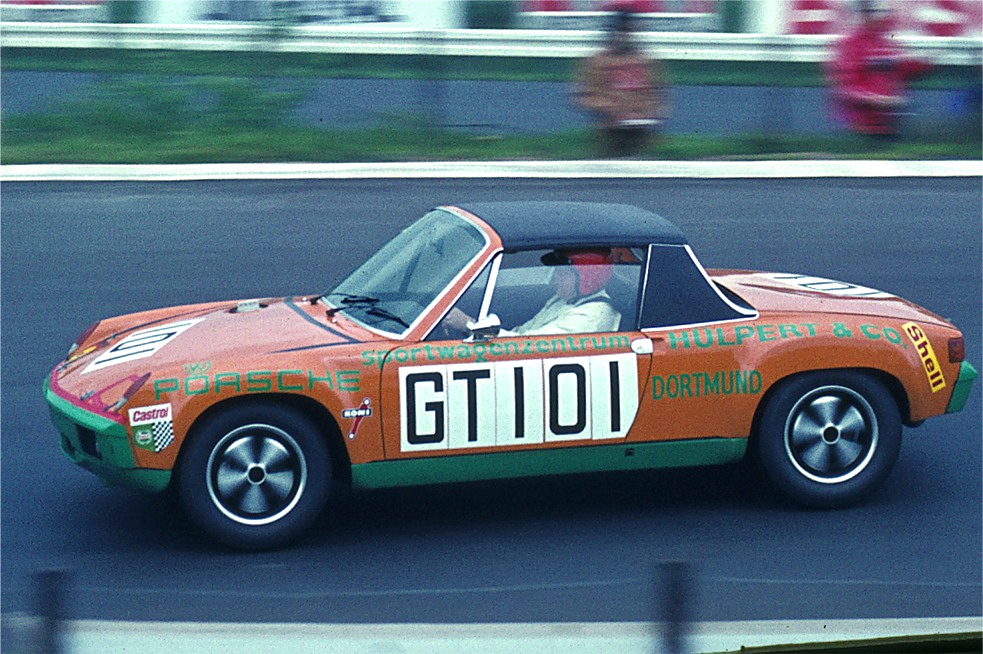
Porsche 914/6

Gruppo 5

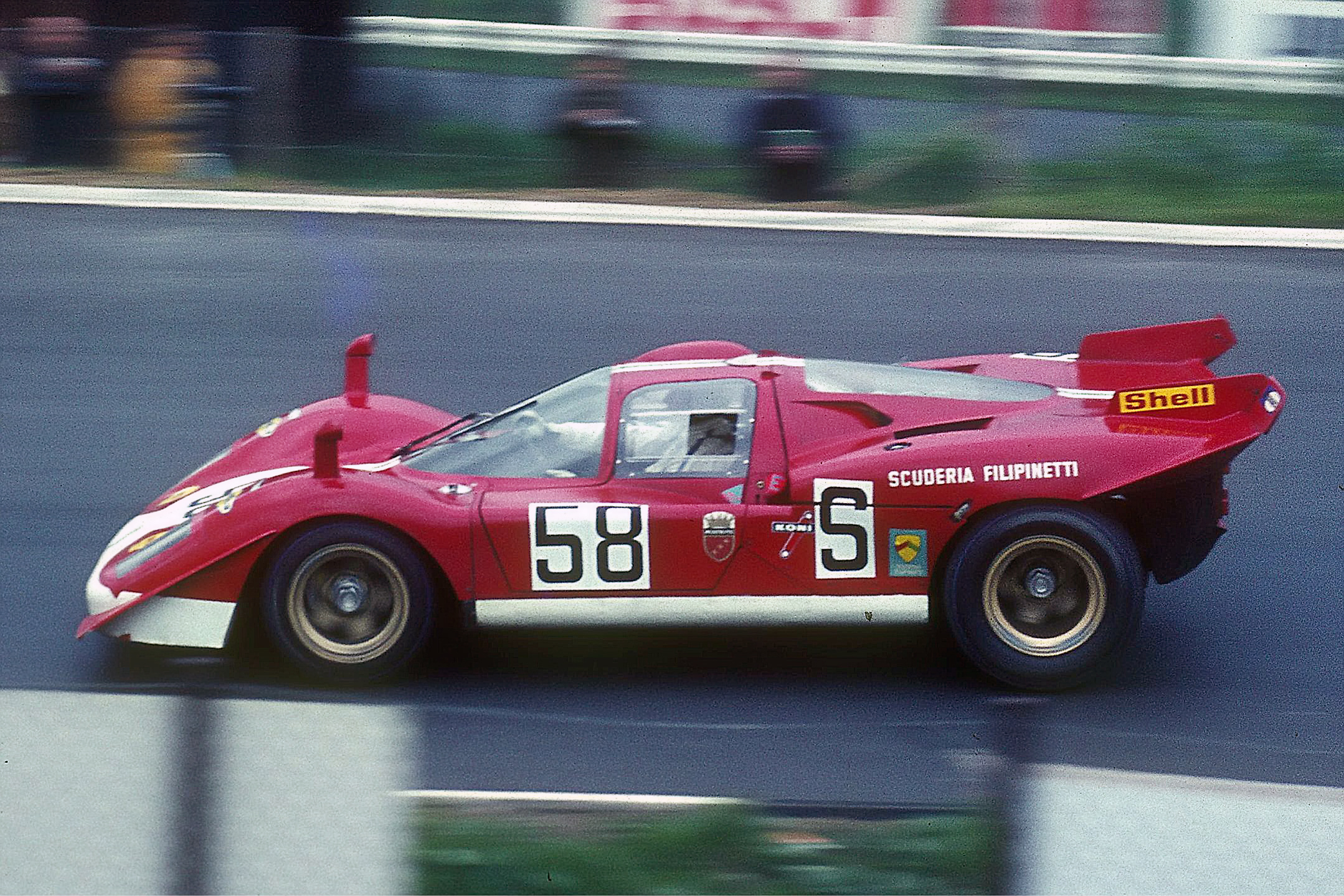
Ferrari 512 S
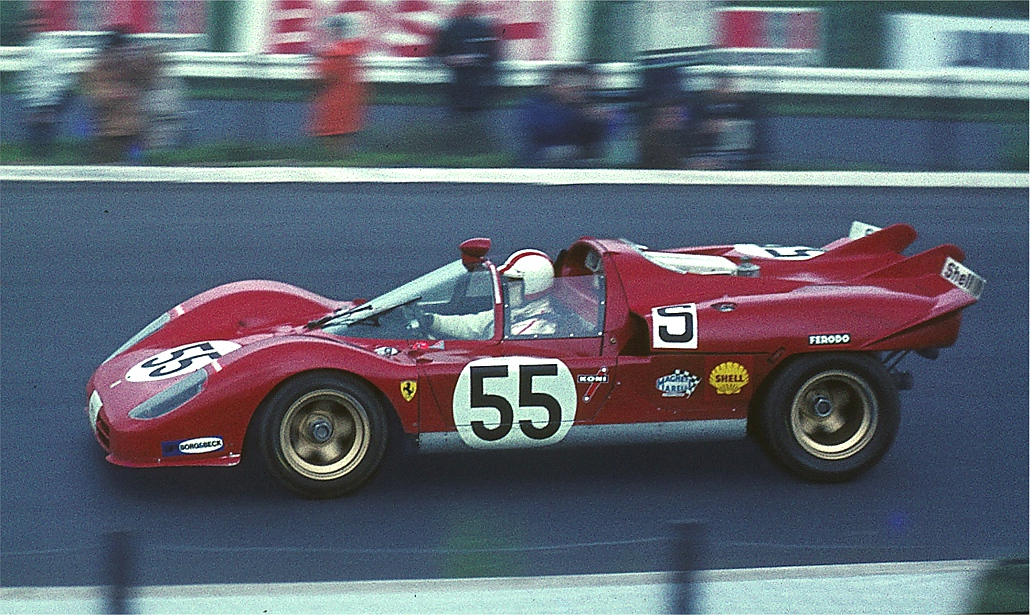
Ferrari 512 S Spyder
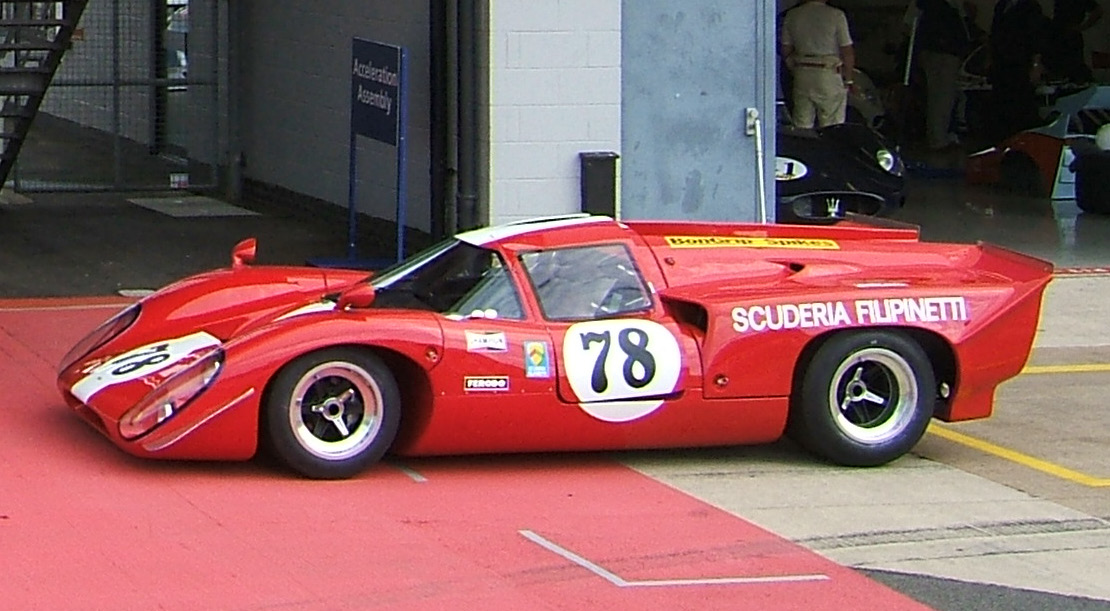
Lola T70 Mk IIIB
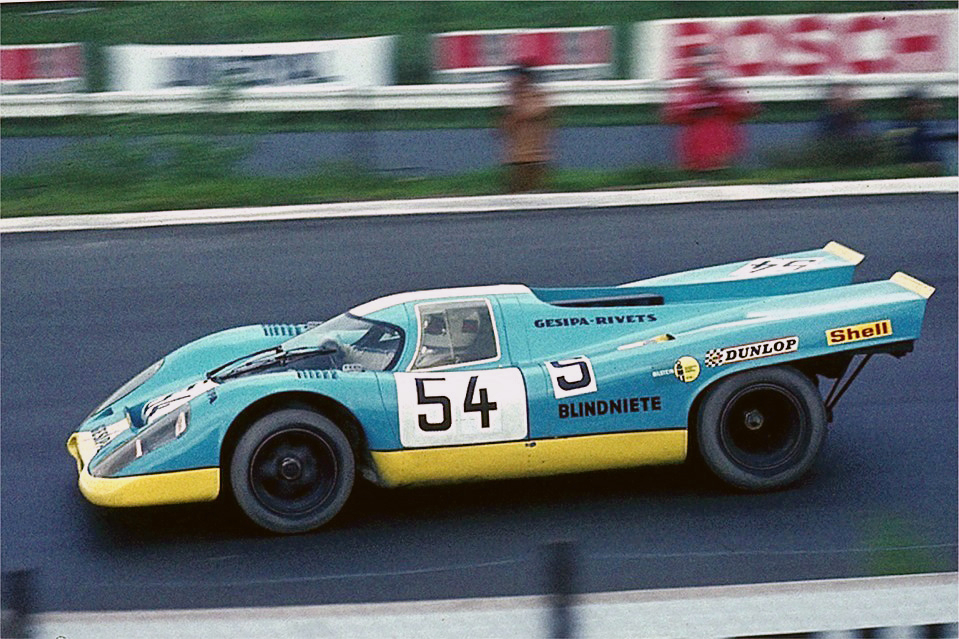
Porsche 917 K
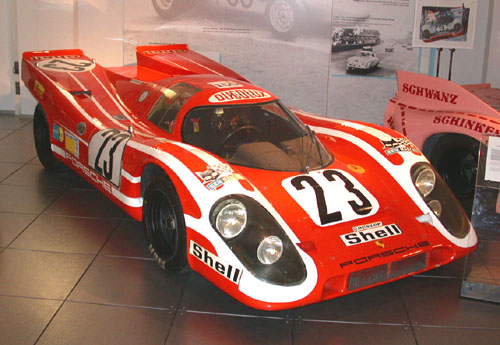
Porsche 917 K
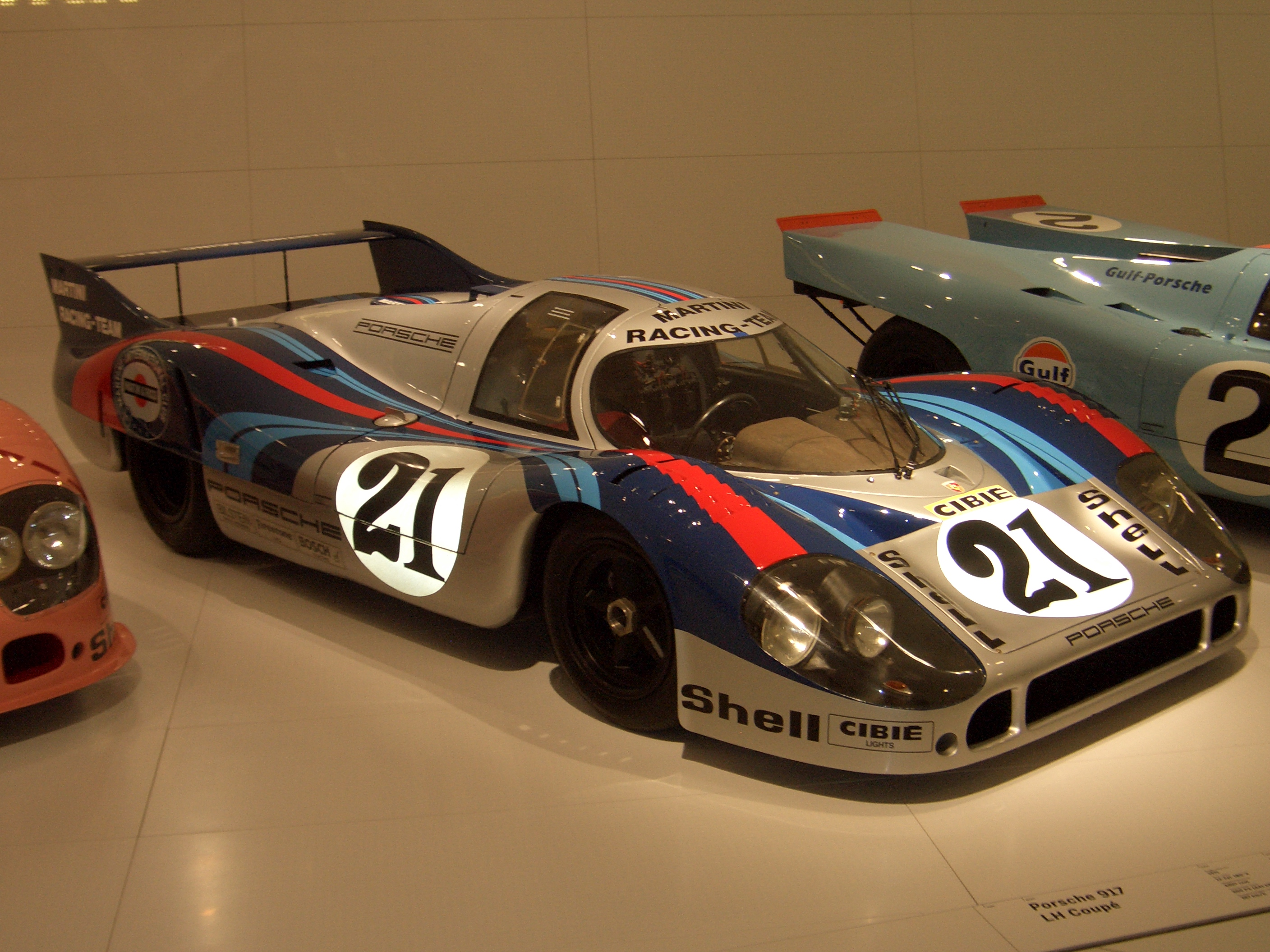
Porsche 917 LH

Gruppo 6

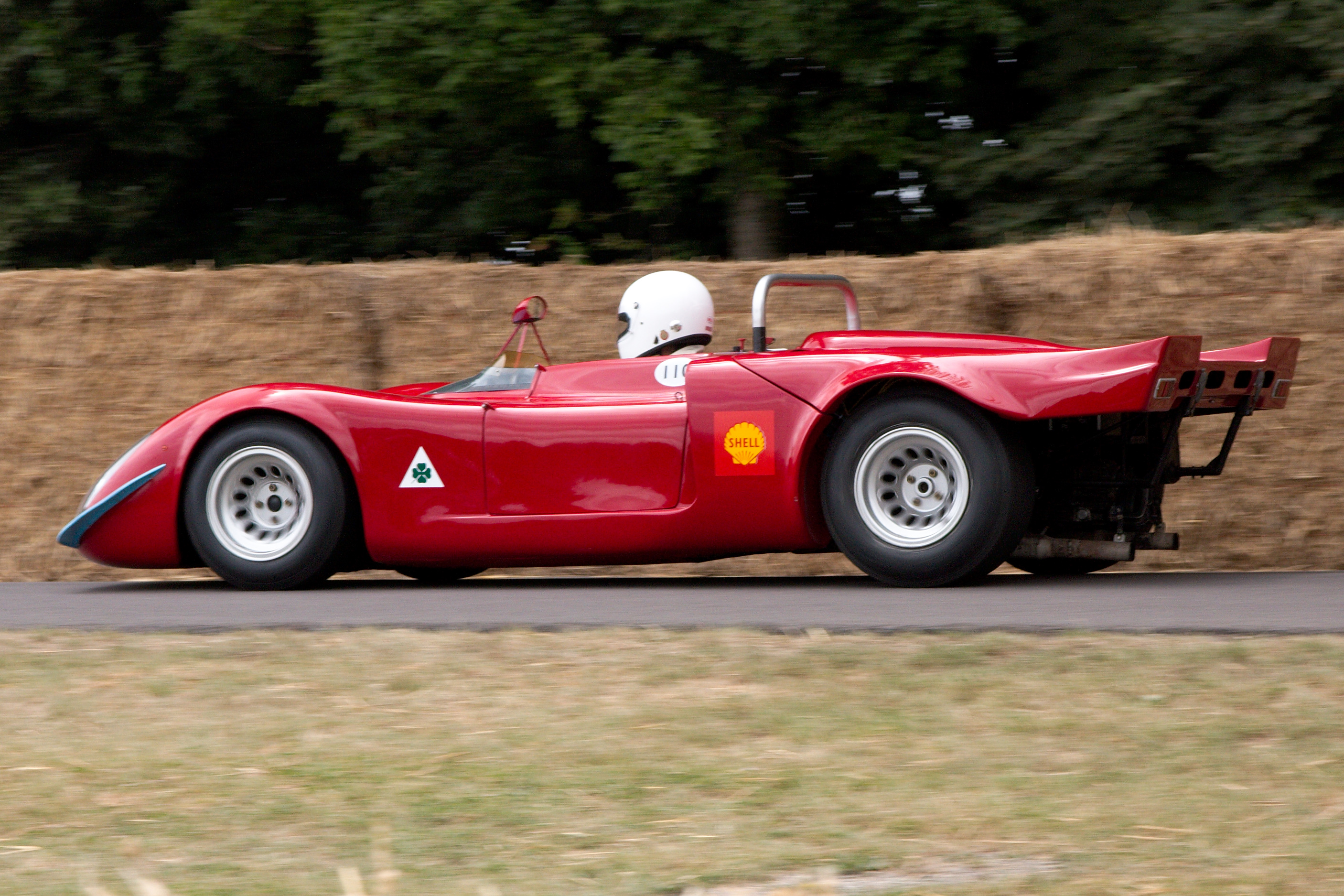
Alfa Romeo T 33/ Spyder
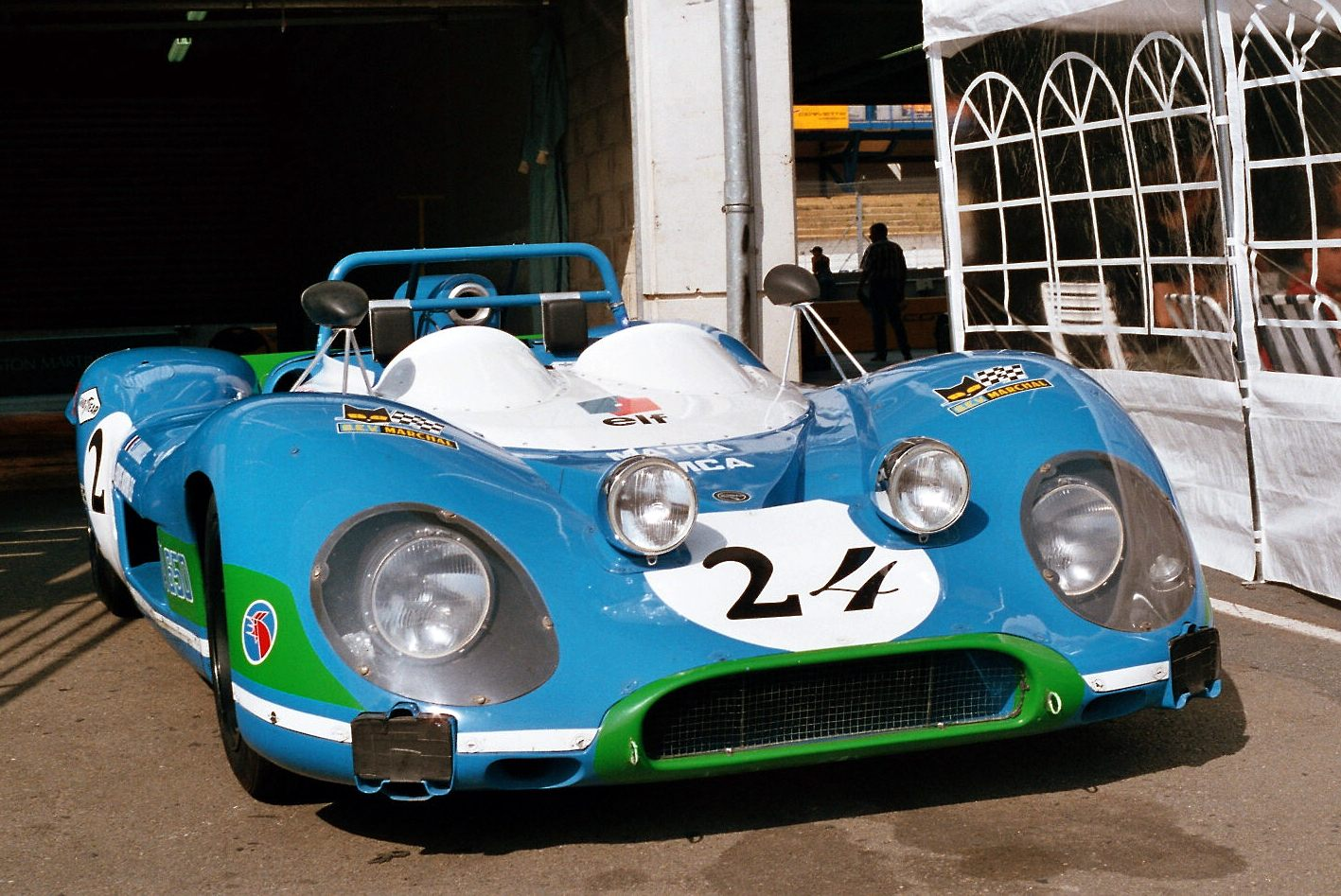
Matra MS650
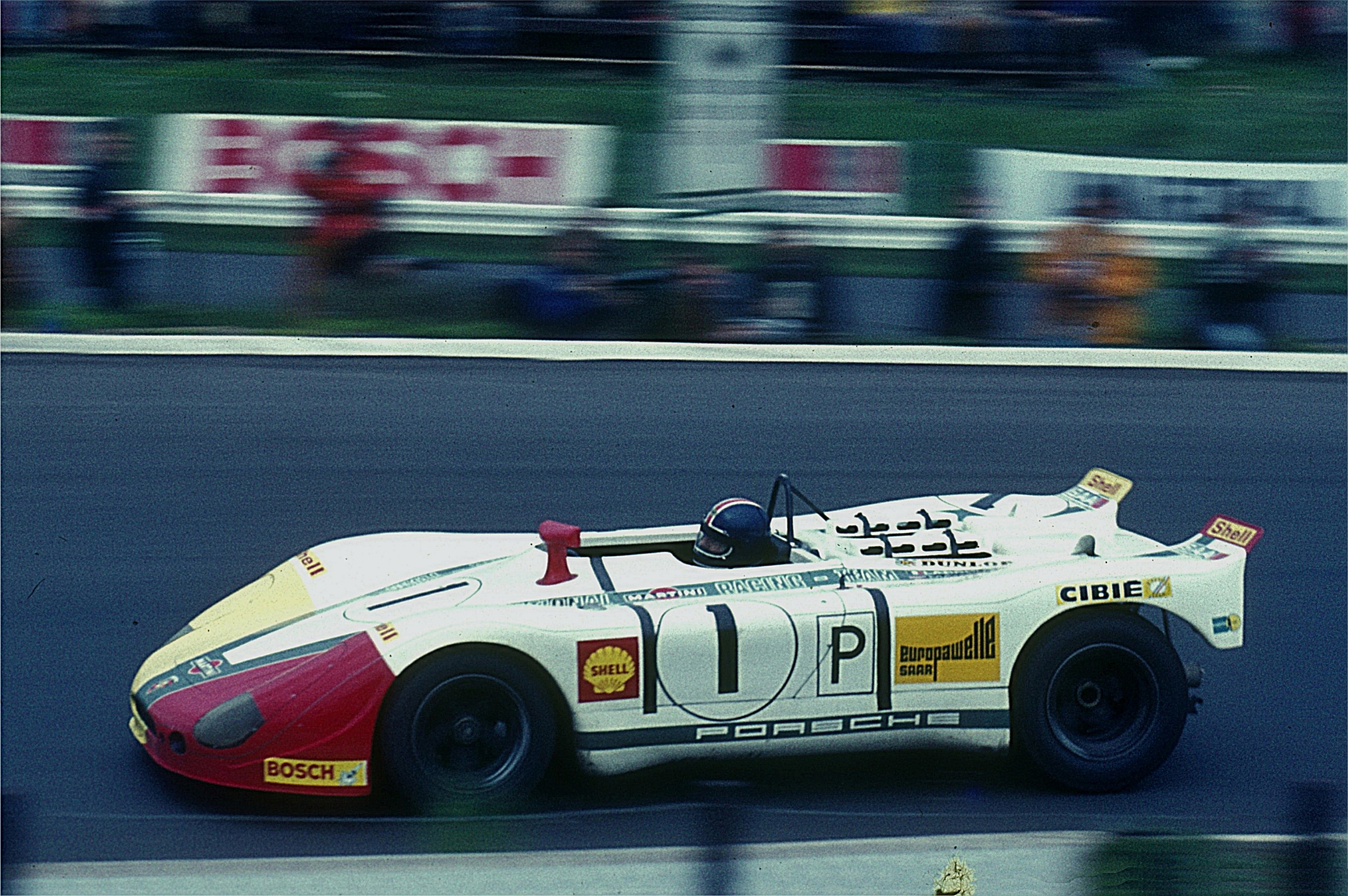
Porsche 908/2
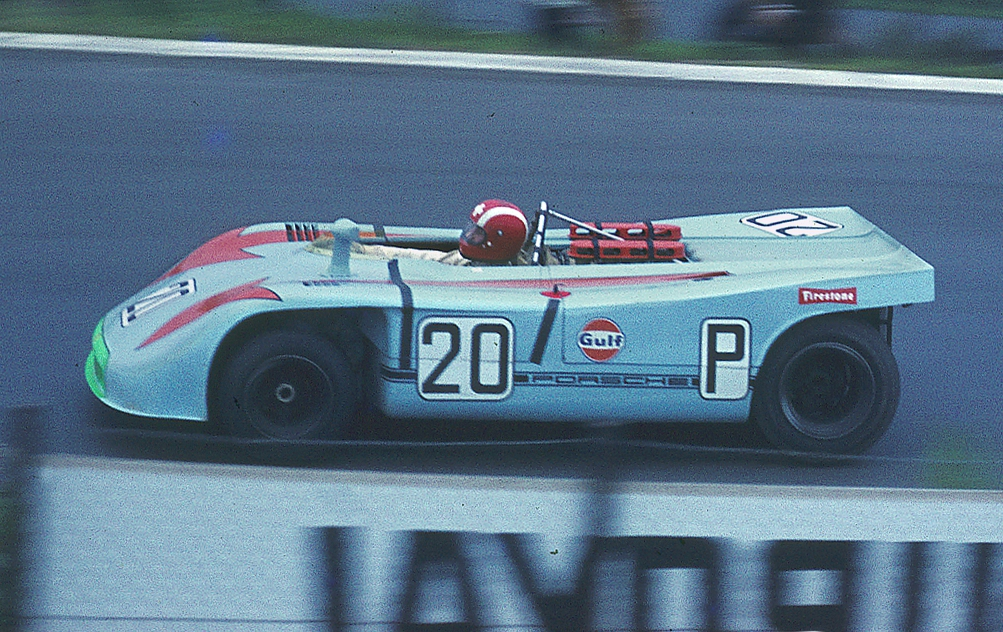
Porsche 908/3